# ルーク・キベト
ルーク・キベト (Luke Kibet、1983年4月12日 - )は、ケニアの陸上競技選手。元々は3000m障害を専門としていたが2004年からマラソンに取り組み世界レベルの選手となる。
2007年、大阪で行われた世界陸上選手権のマラソンで2時間15分59秒のタイムで金メダルを獲得。ケニア人選手としては1987年のローマ大会で金メダルを獲得したダグラス・ワキウリ以来の金メダリストとなった。

## 自己ベスト
- ハーフマラソン　1時間0分43秒　2006年ロッテルダム(オランダ)
- マラソン　2時間8分52秒　2005年アイントホーフェン(オランダ)

## 実績
| 年   | 大会           | 場所       | 種目     | 結果 | 記録          |
| ---- | -------------- | ---------- | -------- | ---- | ------------- |
| 2007 | 世界陸上選手権 | 大阪(日本) | マラソン | 金   | 2時間15分59秒 |